# (892) Seeligeria
(892) Seeligeria ist ein Asteroid des Hauptgürtels, der am 31. Mai 1918 vom deutschen Astronomen Max Wolf in Heidelberg entdeckt wurde.
Der Asteroid wurde benannt nach Hugo von Seeliger, einem deutschen Astronomen.